# Jason Rullo
Jason Rullo (Hackensack, 17 luglio 1972) è un batterista statunitense della Progressive metal band statunitense Symphony X.

## Biografia
Votato dai lettori della rivista Modern drummer tra i migliori 30 batteristi Rock di tutti i tempi. Ha collaborato ad un album dei Redemption dal titolo omonimo, un esperimento che oltre a lui includeva Michael Romeo (anch'egli proveniente dai Symphony X) e membri dei Prymary e Fates Warning.

## Album coi Symphony X
- 1994 - Symphony X
- 1995 - The Damnation Game
- 1997 - The Divine Wings of Tragedy
- 2000 - V - The New Mythology Suite
- 2002 - The Odyssey
- 2007 - Paradise Lost
- 2011 - Iconoclast
- 2015 - Underworld

## Album coi Redemption
- 2003 - Redemption